# Messerschmitt Bf 108
Messerschmitt Bf 108 Taifun byl jednomotorový sportovní, turistický a spojovací letoun vyvinutý firmou Bayerische Flugzeugwerke na počátku 30. let 20. století. Konstrukce slavného německého stíhacího letounu druhé světové války Messerschmitt Bf 109 byla založena na moderní, celokovové konstrukci Bf 108.
Jméno Taifun dala typu Elly Beinhornová, německá pilotka, která jako druhá žena sama obletěla svět. Ta se strojem Bf 108 B-1 obsadila v únoru 1937 druhé místo v mezinárodním závodě International Circuit of the Oases v Egyptě.

## Vývoj

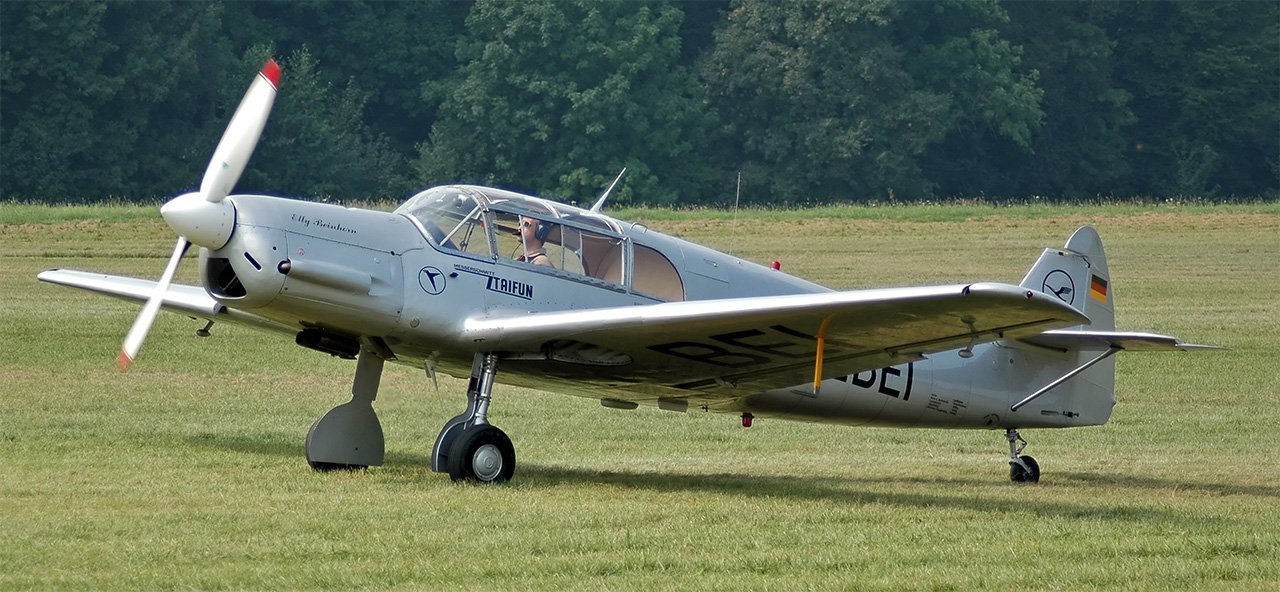
Bf 108 společnosti Lufthansa

Prototyp dvousedadlové verze Bf 108a (imatrikulace D-IBUM) poprvé vzlétl v červnu roku 1934, následovaný pěti kusy verze Bf 108 A, určené pro závod Challenge de Tourisme International (D-ILIT, -IZAN, -IMUT, -IGAK a -IJES). Létaly s invertními vidlicovými osmiválci Hirth HM 8 U o výkonu 165 kW s třílistou kovovou stavitelnou vrtulí VDM, D-IGAK byl opatřen šestiválcem Argus As 17 B o výkonu 166 kW. Ještě před samotným závodem zničil pilot Graf von Dungren D-IBUM při havárii. Nejlepší umístění na Challenge bylo šesté místo vedoucího družstva Theo Osterkampa se strojem D-IMUT.
Čtyřsedadlová verze Bf 108 B se začala vyrábět v listopadu 1935. Tři předsériové letouny Bf 108 B-0 (D-IAJO, D-IONO a D-IJES) měly instalované motory HM 8 U, sériové stroje Bf 108 B-1 již poháněly motory Argus As 10 C-3 o vzletovém výkonu 176 kW s dvoulistými dřevěnými vrtulemi Schwarz. Poslední výrobní série obdržela stavitelné vrtule Me P 7. Bf 108 B-1 se od předchůdců lišil prodlouženým trupem, změněným tvarem krytu kabiny, ocasních ploch a křídla, které bylo vybaveno novými sloty. Ostruha byla nahrazena ostruhovým kolečkem.
Modifikace Taifunu s bohatším navigačním vybavením byla označena Bf 108 B-1s, vojenská verze pak Bf 108 B-2.
Jediný exemplář varianty Bf 108 C-1 (D-IELE), který v roce 1936 dopravil do Švédska film o berlínské olympiádě, obdržel hvězdicový motor Siemens Sh 14A-4 o maximálním výkonu 118 kW. Následně byl přestavěn na standard verze B-1.
V lednu 1941 začala výroba plně vojenské verze Bf 108 D-1 s motorem As 10C nebo R o maximálním výkonu 176 kW a stavitelnou dvoulistou vrtulí Argus. Tyto letouny měly zdokonalené větrání kabiny, přídavný výškoměr a zmodernizovaný palivový systém. Do Afriky se dodávaly od roku 1941 s protipískovými filtry a speciálním vybavením varianty B-2trop nebo D-1trop.

## Bf 108 za války
Během války používala Luftwaffe Taifuny pro rychlou přepravu osob a jako spojovací letouny.

### Messerschmitty ve službě RAF

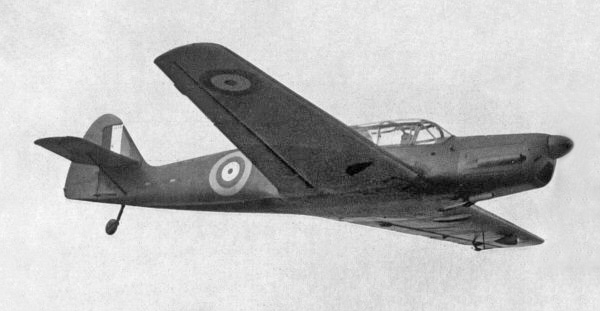
Messerschmitt Aldon

Po vypuknutí války byly čtyři Bf 108 zkonfiskovány britskou vládou a nasazeny do služby u RAF pod označením Messerschmitt Aldon. Na začátku války to byly nejrychlejší lehké spojovací letouny ve službě britského letectva, ale jejich nevýhodou byla možnost záměny za nepřátelské Bf 109.

### Přesun výroby
Výroba Bf 108 byla v roce 1942 přesunuta z Řezna v Bavorsku do Société Nationale de Constructions Aéronautiques du Nord (SNCAN) v Les Mureaux poblíž Paříže v okupované Francii. Do konce války bylo postaveno celkem 885 kusů Bf 108 (dohromady v Německu a Francii).

### Messerschmitt Me 208
Z mnoha návrhů na vylepšené verze se realizoval jen jeden. Byly postaveny dva prototypy nového celokovového čtyřmístného školního a spojovacího Me 208 V1 (GK-RZ) a Me 208 V2 s motory Argus As 10c o výkonu 179 kW, z nich jeden válku přežil a druhý byl zničen při náletu. Od svého předchůdce se lišil příďovým zatahovacím podvozkem.

## Poválečná výroba ve Francii
Po válce pokračovala ve Francii výroba Bf 108 pod novým označením Nord 1000 Pingouin (Tučňák) s využitím draků a součástek zanechaných tam Němci. Po vyčerpání zásoby motorů Argus se do draků začal montovat francouzský motor Renault 6Q-11 (šest válců, 233 k) a jím vybavená letadla se označovala Nord 1001 Pingouin I. Po vyčerpání zbylých zásob draků začal SNCAN vyrábět kompletně nové letouny s motory Renault 6Q-10 (230 k) označované jako Nord 1002 Pingouin II. Většina z nich byla používána francouzskou armádou.
Nord 1003 byl experimentální letoun s motorem Potez 6 D o výkonu 176 kW a Nord 1004 jediným exemplářem s upraveným motorem Potez o maximálním výkonu 224 kW.
Přeživší Me 208, přejmenovaný na Nord 1100 Noralpha, poskytl základ pro verzi s motorem Renault 6Q-10 o výkonu 174 kW Nord 1101 Ramier I (Holub hřivnáč) a poté Nord 1102 Ramier II s motorem Renault 6Q-11. V letech 1946-47 vzniklo 200 kusů obou verzí z toho 60 opět skončila ve francouzské armádě a námořnictvu. Koncem padesátých let přestavěla firma SFERMA jeden N-1101 na pohon turbovrtulovým motorem Turboméca Astazou o výkonu 348 kW jako létající zkušebnu N-1110.
Po válce bylo firmou SNCAN vyrobeno 285 letounů různých verzí odvozených od původního Bf 108.

## Bf 108 v Československu
Po ukončení druhé světové války používalo obnovené československé letectvo Messerschmitt Bf 108 pod označením K-70.

## Specifikace (Bf 108B-1)

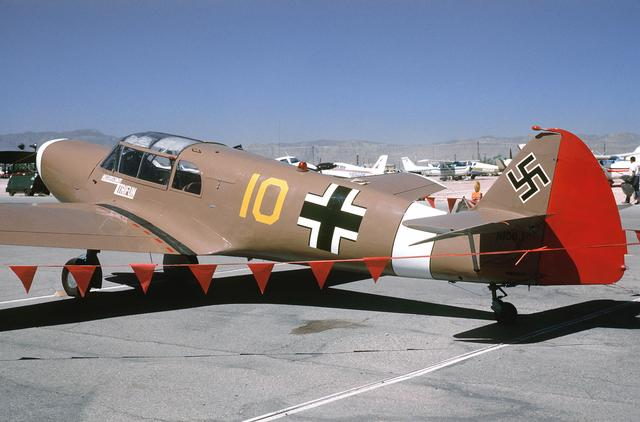
Bf 108 Taifun

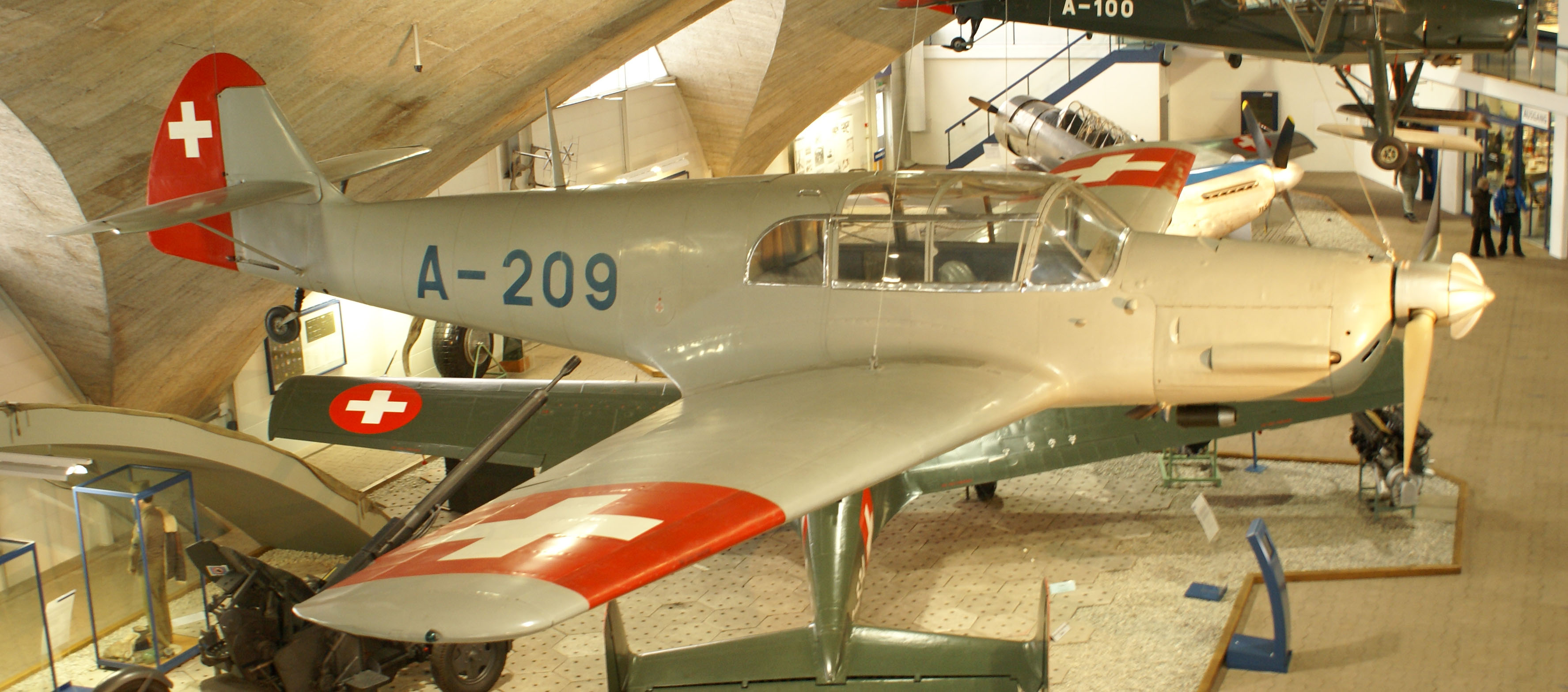
Messerschmitt Bf 108

Údaje podle

### Technické údaje
- Osádka:
- Rozpětí: 10,61 m
- Délka: 8,29 m
- Výška: 2,02 m
- Nosná plocha: 16,40 m²
- Hmotnost prázdného letounu: 880 kg
- Vzletová hmotnost : 1380 kg
- Pohonná jednotka: 1 × zážehový čtyřdobý vzduchem chlazený invertní vidlicový osmiválec Argus As 10
- Výkon pohonné jednotky: 200 kW (270 k)

### Výkony
- Maximální rychlost: 303 km/h
- Cestovní rychlost: 265 km/h
- Výstup na 3000 m: 14,7 min
- Dostup: 4800 m
- Dolet: 1000 km

## Uživatelé
- Bulharsko (6 kusů), Československo (po válce) 3 kusy, Francie (po válce), Německo, Maďarsko (8 kusů), Rumunsko (9 kusů), Velká Británie, Jugoslávie (12 kusů), Japonsko (1 kus), Austrálie (Bf 108 B-1, Werk-Nr.992, VH-UZI), Rakousko (OE-TKA), Chile (1 kus), Polsko, Dánsko (1 kus), Regia Aeronautica (3 kusy Bf 108 B-2), Legie Condor, Švédsko (Bf 108 B-1, Werk-Nr.2158, SE-BPZ, ex L1+CF), USA, Švýcarsko (12 kusů)